# Westerbork
Westerbork (pronunție în neerlandeză [ˈʋɛstərˌbɔrk]) este un sat cu o populație de 4.710 de locuitori ce face parte din comuna Midden-Drenthe a Țărilor de Jos. El este situat în mijlocul provinciei estice Drenthe. În timpul celui de-al Doilea Război Mondial, lagărul de tranzit Westerbork era situat în apropiere de sat. Observatorul radio Westerbork și Muzeul lagărului Westerbork sunt situate acum în acel loc.

## Istoric
În 1939 a fost înființată la marginea exterioară a satului tabăra de refugiați Westerbork pentru a-i găzdui pe refugiații germani care-și părăsiseră țara de frica persecuțiilor naziste. Un an mai târziu, Germania Nazistă a ocupat Țările de Jos după Bătălia Olandei. În 1942 tabăra de refugiați a fost transformată într-un lagăr de tranzit și mai mult de 100.000 de evrei, romi și sinti au fost deportați prin Westerbork în lagărele de concentrare și de exterminare din Germania Nazistă și Polonia ocupată. Între 1945 și 1948, după ce războiul s-a încheiat, tabăra a fost folosită ca lagăr de internare pentru colaboraționiști.
În 1969, Observatorul radio Westerbork a fost instalat în apropierea locului fostei tabere. Radiotelescopul este format dintr-o serie de 14 antene cu un diametru de 25 de metri fiecare și este operat de către ASTRON.
În 1983 s-a deschis pe locul fostei tabere un Muzeu al Lagărului Westerbork. El prezintă aspecte istorice referitoare la ocupația Țărilor de Jos de către naziști în timpul celui de-al Doilea Război Mondial, persecutarea evreilor și istoria lagărului.
Westerbork a fost o comună separată până în 1998, când a devenit parte a comunei Middenveld, care a fost redenumită Midden-Drenthe în anul 2000.

## Geografie
Satul Westerbork este situat la 52°51′6″N 6°36′34″E / 52.85167°N 6.60944°E și face parte din comuna Midden-Drenthe, aflată în mijlocul provinciei Drenthe din partea de nord-est a Țării de Jos.

## Demografie
În 2001 satul Westerbork avea 4.075 de locuitori. Zona rezidențială a localității avea suprafața de 1,8 km2 și conținea 1.794 de locuințe. Aria statistică „Westerbork”, care include, de asemenea, zona rurală înconjurătoare, are o populație de aproximativ 4.710 locuitori.